# 川口誠三郎
川口 誠三郎（かわぐち せいさぶろう、1876年（明治9年）11月28日 - 1921年（大正10年）9月24日）は、明治から大正期の政治家、実業家。衆議院議員。

## 経歴
福島県安積郡、のちの郡山町（現：郡山市）の製糸業・川口半右衛門の二男として生まれる。質屋を営む。平郡線（磐越東線）の敷設、水郡線の開通に尽力した。
郡山町会議員、安積郡会議員、福島県会議員を務めた。1920年（大正9年）5月、第14回衆議院議員総選挙（福島県第4区、立憲政友会公認）で郡山初の衆議院議員に当選したが、議員在任中の1921年9月に死去した。